# Abimbola Alale
Abimbola Alale est une technologue nigériane spécialisée dans les satellites. En 2016, elle est nommée directrice générale de la société nigériane de satellite Nigerian Communications Satellite (en) Limited (NIGCOMSAT) par Goodluck Jonathan et reconduite en 2019 pour quatre ans par le président Muhammadu Buhari. En 2021, elle se trouve parmi les 100 meilleures femmes PDG d'Afrique d'après Reset Global People.

## Biographie

### Éducation et vie privée
Titulaire un diplôme de troisième cycle en études spatiales et d'un MBA de l'Université internationale de l'espace, à Strasbourg, en France, elle obtient son doctorat en paix, sécurité et études stratégiques des universités de l'État de Nassarawa.
Elle détient aussi un certificat en innovation technologique et leadership du Massachusetts Institute of Technology à Boston aux États-Unis puis une autre certification à la World Financial Public Relations and Marketing Business School de la Management School de Londres. Alale est mère dix enfants dont neuf adoptés.

### Carrière
Elle occupe le poste de directrice exécutive du marketing de NIGCOMSAT jusqu'en 2015 où elle remplace l'ingénieur Ahmed Timasaniyu à la direction générale de l'entreprise. Elle devient ainsi la première dirigeante d'une société de satellites en Afrique, en Europe et au Moyen-Orient.
Membre du conseil consultatif du Space Generation Council (SGAC), mis en place pour fournir une orientation stratégique et des conseils au SGAC, de 2018 à 2019, elle contribue à de nombreux projets nationaux tels que les projets NigComSat-1 (en), NigComSat-1R et la création d'un centre national de transmission numérique directe à domicile.